# سميح عبد الفتاح
سميح عبد الفتاح (أبو هشام؛ وُلد في 15 مايو 1947 – تُوفي في 11 أبريل 2025) سياسي ودبلوماسي ومؤلف فلسطيني، وأحد أعضاء المجلس الوطني الفلسطيني وحركة فتح.

## حياته
وُلد سميح إسماعيل عبد الفتاح حسن سباتين في قرية حوسان قرب مدينة بيت لحم عام 1947 إبان فترة الانتداب البريطاني على فلسطين.
كان ممثلًا لمنظمة التحرير الفلسطينية في بلغاريا بين عامي 1981 و1984، وممثلًا لها لدى تشيكوسلوفاكيا حتى انحلالها ولاحقًا سفيرًا لدى جمهورية التشيك وسلوفاكيا.
سمحت إسرائيل له بالعودة إلى الأراضي الفلسطينية عام 1994 بعد اتفاق أوسلو عام 1993.
أصدر عام 1996 كتابًا بعنوان «إنهيار الإمبراطورية السوفياتية : نظام عالمي جديد أحادي القطب».
عُين في 23 يوليو 2005 مستشارًا للرئيس محمود عباس لشؤون الأمن القومي بمرتبة وزير.

## وفاته
تُوفي مساء يوم الجمعة الموافق 11 أبريل 2025، ونعاه رئيس المجلس الوطني الفلسطيني روحي فتوح، ورئيس دولة فلسطين. ودُفن ظهر يوم السبت الموافق 12 أبريل 2025 في مقبرة مسقط رأسه حوسان.